# 신대초등학교 (충남)
신대초등학교는 대한민국 충청남도 금산군에 있는 초등학교이다.

## 학교 연혁
- 1934년 4월 14일 복수공립보통학교 부설 신대간이학교로 개교
- 1943년 4월 1일 신대공립국민학교로 승격
- 1963년 8월 27일 지량분교장 개장
- 1983년 3월 10일 병설유치원 개원
- 1987년 10월 28일 도지정 과학교육 시범학교 운영
- 1993년 12월 20일 학교경영 우수교 교육부장관 표창
- 1996년 3월 1일 신대초등학교로 개명
- 1999년 3월 1일 지량분교장 통폐합
- 2002년 12월 11일 과학·정보교육 우수교 교육감 표창
- 2003년 12월 23일 독서교육 우수교 교육감 표창
- 2004년 12월 13일 과학·정보,환경교육 우수교 교육감 표창
- 2004년 12월 13일 방과후학교 우수교 교육장 표창
- 2007년 12월 28일 장학활동 우수교 교육장 표창
- 2008년 7월 21일 예능지도 우수교 교육장 표창
- 2009년 11월 23일 정보교육 우수교 교육감 표창
- 2013년 2월 22일 학력향상형창의경영학교운영 교육과학기술부장관 표창
- 2014년 5월 30일 청렴인증평가 1등급 우수교 교육감 표창
- 2014년 12월 30일 영어교육강화 추진실적 우수교 교육감 표창
- 2014년 12월 30일 현장중심 학생생활지도 우수교 교육감 표창
- 2015년 2월 13일 제67회 졸업(3,284명 배출)
- 2015년 3월 1일 6학급 편성